# Zliechov
Zliechov (in ungherese Zsolt) è un comune della Slovacchia facente parte del distretto di Ilava, nella regione di Trenčín.